# Povodí Vltavy

Povodí Vltavy na mapě ČR

Povodí Vltavy je povodí řeky 2. řádu a je součástí povodí Labe. Tvoří je oblast, ze které do řeky Vltavy přitéká voda buď přímo nebo prostřednictvím jejich přítoků. Jeho hranici tvoří rozvodí se sousedními povodími. Na jihu je to povodí Dunaje, na západě povodí Ohře a na východě povodí Dyje. Na severu jsou to pak povodí menších přítoků Labe. Nejvyšším bodem povodí je s nadmořskou výškou 1378 m Plechý na Šumavě. Rozloha povodí je 28 090 km², z čehož 27 047,59 km² je na území Česka, 121,73 km² na území Německa a 920,68 km² na území Rakouska.

## Správa povodí
Na území Česka se správou povodí zabývá státní podnik Povodí Vltavy.

## Dílčí povodí
| povodí                     | rozloha km² | nejvyšší bod   | nadm.výška m | odtékající řeka  | průtok v ústí m³/s |
| -------------------------- | ----------- | -------------- | ------------ | ---------------- | ------------------ |
| Povodí Berounky            | 8855,47     | Jezerní hora   | 1343,0       | Berounka         | 36,0               |
| Povodí Sázavy              | 4350,90     | Křivý javor    | 823,4        | Sázava           | 25,2               |
| Povodí Lužnice             | 4234,65     | Myslivna       | 1040,0       | Lužnice          | 24,3               |
| Povodí Otavy               | 3840,22     | Luzný          | 1373,0       | Otava            | 26,0               |
| Povodí Malše               | 978,70      | Viehberg       | 1112,0       | Malše            | 7,26               |
| Povodí Bakovského potoka   | 416,92      | Králka         | 516,0        | Bakovský potok   | 1,15               |
| Povodí Teplé Vltavy        | 347,93      | Boubín         | 1362,0       | Teplá Vltava     | 5,9                |
| Povodí Mastníku            | 331,68      | Javorová skála | 722,6        | Mastník          | 0,69               |
| Povodí Kocáby              | 312,77      | Studený vrch   | 661,3        | Kocába           | 0,62               |
| Povodí Zákolanského potoka | 265,82      | Kožová hora    | 456,0        | Zákolanský potok | 0,63               |
| Povodí Brziny              | 140,55      | Kozlov         | 709,0        | Brzina           | 0,45               |
| Povodí Rokytky             | 140,33      | Hůra           | 489,9        | Rokytka          | 0,39               |
| Povodí Botiče              | 135,79      | Radimovka      | 505,5        | Botič            | 0,44               |
| Povodí Křemžského potoka   | 126,64      | Chlum          | 1191,0       | Křemžský potok   | 0,93               |
| Povodí Studené Vltavy      | 119,62      | Plechý         | 1378,0       | Studená Vltava   | 2,04               |